# Pietranico
Pietranico è un comune italiano di 418 abitanti della provincia di Pescara in Abruzzo.

## Storia

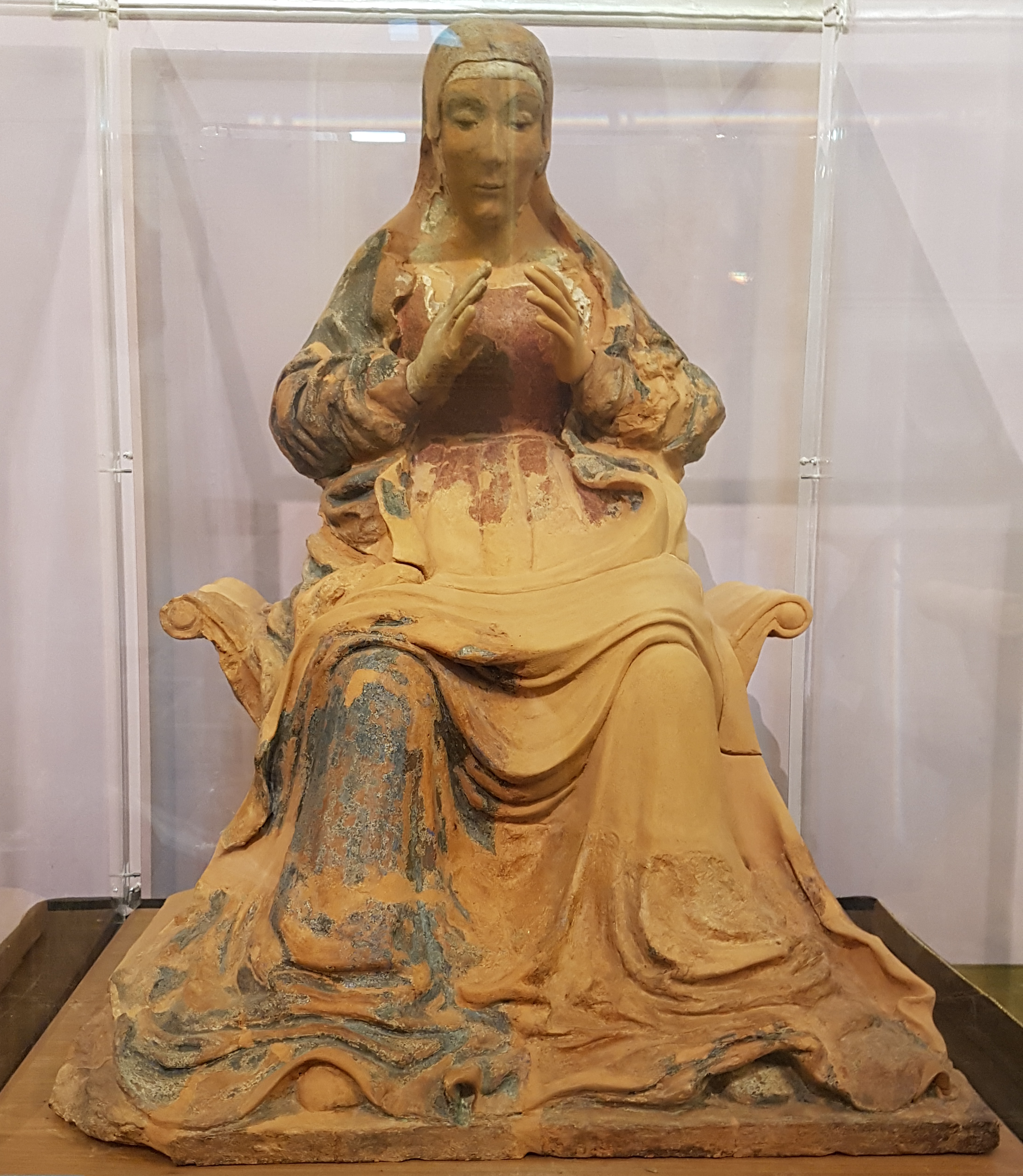
Statua in terracotta della Madonna di Pietranico, conservata nella chiesa di San Rocco

"Grangia" (magazzino-abitazione medievale di montagna) della insigne Abbazia di San Clemente a Casauria, fu trasformato in un vero e proprio Castello nel 985 dall'Abate Casauriense Adamo, che vi fece confluire gli abitanti degli antichi insediamenti limitrofi di Peteliano, Montefalcone, Vallelupa e Opacolo.
Fatto storico ricordato dalla fonti e da una tradizione orale, ancora viva;  in ricordo del nome del suo fondatore, una strada cittadina adiacente alla Piazza del Colle è nota come Via Abate Adamo.
Un sito così arroccato e poco accessibile apparve un posto ideale ai Monaci benedettini per edificarvi un castello entro il quale potersi rifugiare in tutta sicurezza in occasione dei sanguinosi saccheggi operati dai Saraceni e dai Normanni provenienti dalla vicina costa pugliese.
Questo clima di estrema insicurezza, congiuntamente al desiderio di emancipazione, spinsero masse di coloni abbrutiti da una feudalità sorda ed inutile ad aggregarsi in questo territorio. Dal canto loro, i Monaci offrirono, assieme alla sicurezza, condizioni di vita più umane, nuovi metodi di coltivazione, tecniche di allevamento, sistemi di costruzioni, non tralasciando le pratiche religiose.
L'antico castello sorgeva sulla "Pietra di Castello", "un immenso masso di 2000 m3". Da qui, dunque, il toponimo Petra Iniqua, che secondo un'attendibile etimologia significa "pietra posta su un colle". Questa era la lezione che assegnava al nome un filosofo illustre, Don Domenico Tinozzi che aveva condotto erudite ricerche sui "tre paesi della Penne vera: Pietranico, Cugnoli e Corvara". Il castello fu demolito durante il ventennio fascista per favorire la costruzione di nuove case, le case antiche mostrano sugli archi delle porte lo stemma delle famiglie e casate di chi vi dimorava.
Il paese vecchio conserva a tutt'oggi quasi intatta la sua originaria struttura di borgo sorto per offrire minor lato all'offesa e possibilità maggiori alla difesa. Le case, disposte a raggiera lungo lo scosceso e breve pendio sottostante il poderoso masso roccioso, sono divise da stradine molto strette (rughelle) e formano, con le mura poderose sul lato esterno, una cintura interrotta solo dalla Porta della Terra.

## Monumenti e luoghi d'interesse

### Architetture religiose

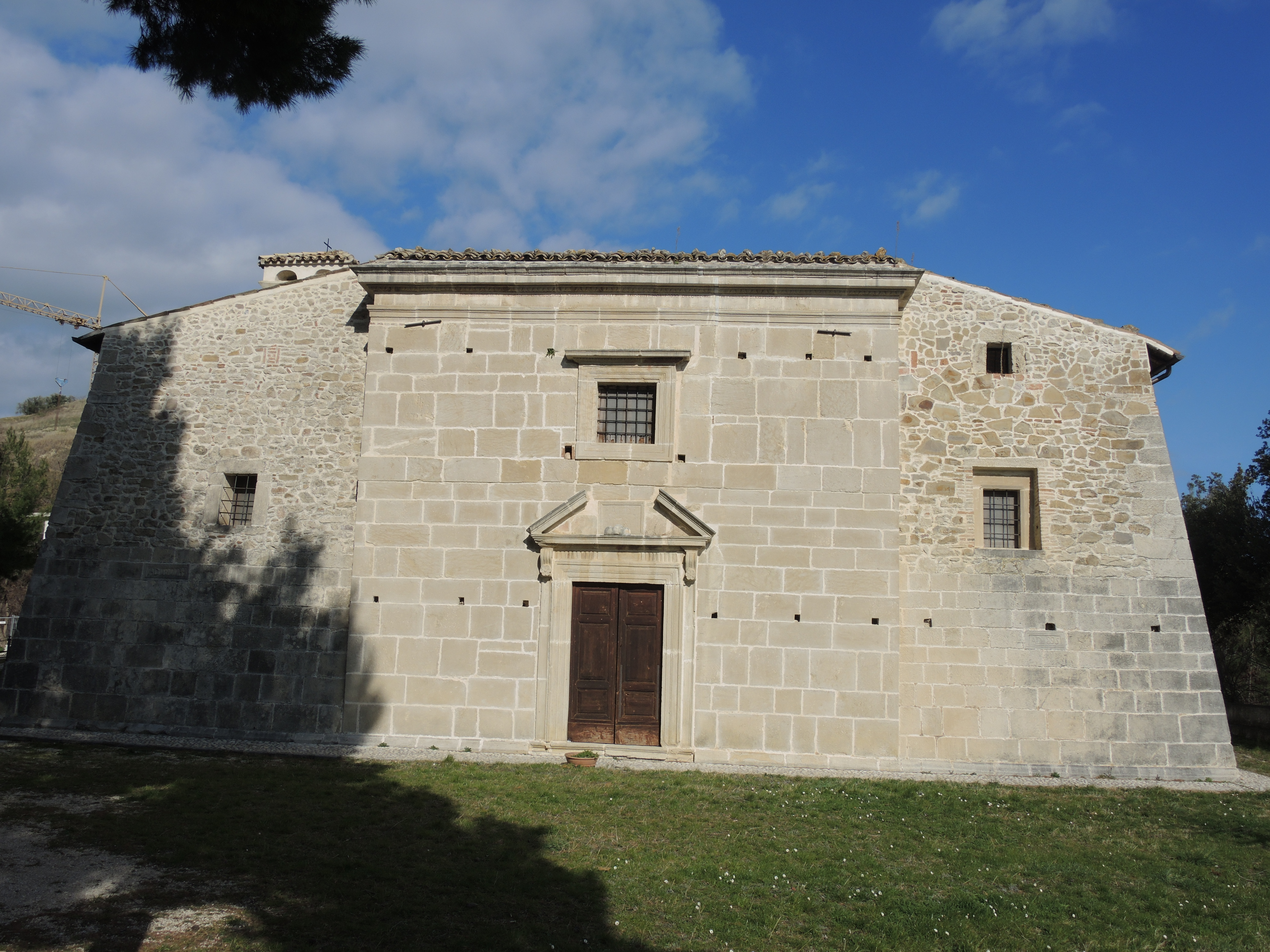
Chiesetta di Santa Maria della Croce

Parrocchia di San Michele e Santa Giusta
La chiesa è la principale di Pietranico, sorge nella parte alta, edificata presso lo sperone roccioso, dove si trovava il castello longobardo, di cui resta una torre cilindrica. La chiesa antica risale al XII secolo, nel XVIII secolo fu rifatta in stile barocco, infatti in una fotografia storica è possibile vedere il mirabile altare della Madonna col Bambino di Lorenzo Bossi del 1722.
A causa del terremoto di Avezzano del 1915 e poi del terremoto della Maiella del 1933, la chiesa vecchia rimase danneggiata, pertanto si decide la demolizione e ricostruzione ex novo. Fu scelto un impianto neoromabico di ispirazione tosco pisano-lucchese, poiché la chiesa sembra avere varie somiglianze con il Duomo di Lucca e la chiesa di San Michele in Campo.
L'impianto rettangolare ha una facciata a salienti, tripartita, con tre portali a tutto sesto, di cui il centrale è il maggiore, decorato anche da una lunetta con rilievo. In asse vi è un rosone centrale a raggiera, ai lati in asse con i portali una coppia du bifore. Archetti ciechi decorano le cornici e il cornicione della sommità di facciata, archetti pensili decorano la sommità della torre campanaria.
L'interno è molto semplice, a tre navate divise da pilastri as arcate a tutto sesto. Il presbiterio è coperto da una calotta sferica, l'abside è semicircolare.
Oratorio di Santa Maria della Croce

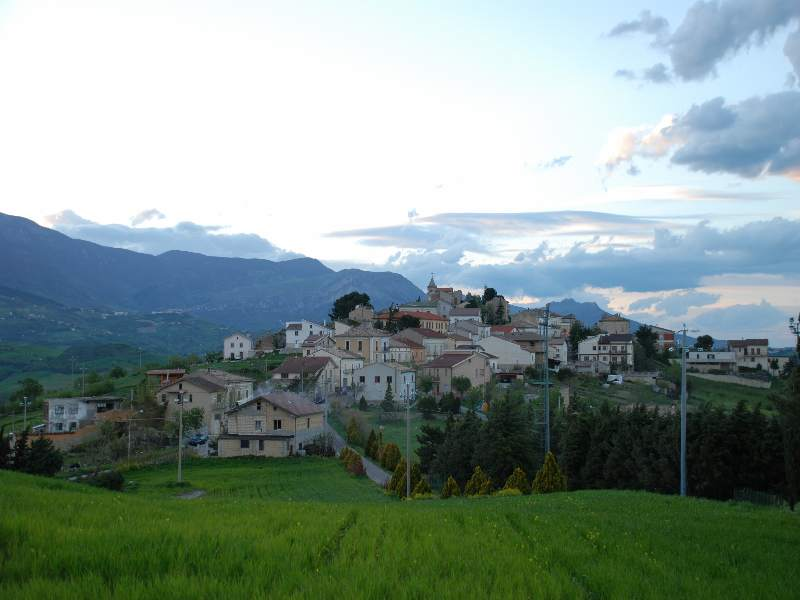
Panorama - Gran Sasso

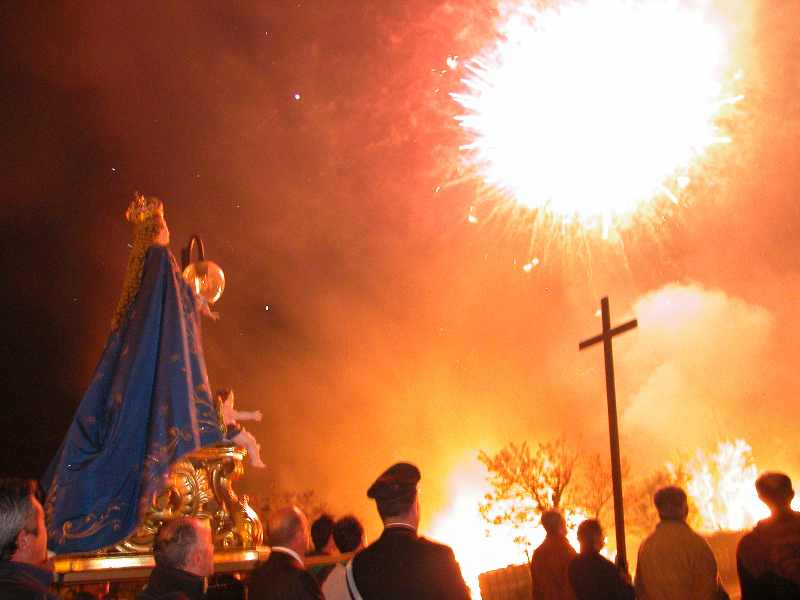
Madonna della Croce

Si trova poco fuori dal paese, costruito nel XVII secolo, costituendo uno dei rari casi di arte affrescata barocca della provincia di Pescara. La chiesetta all'esterno è in pietra della Maiella, con facciata molto bassa e copertura semplice del soffitto. L'interno a cappella è a croce greca, composta da cellule quadrate e volte a sesto ribassato. I dipinti sono ad opera dei fratelli Castelli di Santo Stefano di Sessanio, assieme ai pregevoli stucchi barocchi. Le scene dipinte mostrano le principali vicende di Maria e Gesù tratte dai Vangeli.

## Società

### Evoluzione demografica
Abitanti censiti

## Amministrazione
| Periodo | Periodo   | Primo cittadino      | Partito      | Carica  | Note |
| ------- | --------- | -------------------- | ------------ | ------- | ---- |
| 2009    | 2013      | Angelo Creato        | lista civica | Sindaco |      |
| 2013    | in carica | Francesco Del Biondo | lista civica | Sindaco |      |